# Alstroemeria inodora
Alstroemeria inodora es una especie fanerógama, herbácea, perenne y rizomatosa perteneciente a la familia de las alstroemeriáceas. Es originaria del sur de Brasil. Es un geófito tuberoso y crece principalmente en el bioma tropical estacionalmente seco. Es una de las alstroemeriáceas usadas para crear híbridos interespecie.

## Taxonomía
Alstroemeria inodora fue descrita por  William Herbert, y publicado en Amaryllidaceae 90 (1837).
Etimología
Alstroemeria: nombre genérico que fue nombrado en honor del botánico sueco barón Clas Alströmer (Claus von Alstroemer) por su amigo Carlos Linneo. 
inodora: epíteto latino que significa "sin olor".